# Taishi Ci

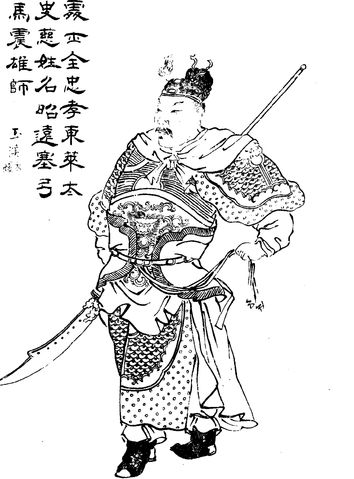
Taishi Ci

Taishi Ci (太史慈), Großjährigkeitsname Ziyi (* 166; † 206) war ein General der Wu-Dynastie zur Zeit der Drei Reiche im alten China.
Taishi Ci stammte aus der Kommandantur Donglai, wo er nach seinen Studien als Geistlicher wirkte. Nach einer Auseinandersetzung mit dem Provinzverwalter (186) setzte sich Taishi Ci nach Liaodong ab. Dort setzte sich der Gouverneur von Beihai, Kong Rong, mit ihm in Verbindung. Während des Aufstands der Gelben Turbans (193) half er Kong Rong, indem er während einer Belagerung der Gelben Turbane die feindlichen Linien durchbrach und bei Liu Bei Unterstützung anforderte.
Nach dem Aufstand der Gelben Turbane schloss sich Taishi Ci seinem Landsmann Liu Yao, der südlich des Jangtsekiang gegen den Kriegsherrn Sun Ce kämpfte. Taishi Ci erhielt zunächst kein Kommando, sondern wurde mit der Aufsicht über die Vorräte beauftragt. Bei einem Angriff von Sun Ce kam es zu einem ergebnislosen Duell der beiden Kontrahenten.
Nach einigen Niederlagen zog sich Liu Yao nach Yuzhang zurück, während Taishi Ci im westlichen Danyang blieb und seine Stellung ausbaute. Er ernannte sich zum Gouverneur und verbündete sich mit den Nachbarstämmen im Hügelland südlich des Jangtsekiang. Im Jahr 198 wurde Taishi Ci von Sun Ce besiegt und gefangen genommen. Der Kriegsherr ließ ihn nicht hinrichten, sondern ernannte ihn zu seinem Leibwächter. Taishi Cis erster Auftrag war Aufklärung in Yuzhang, wo Liu Yao kurz zuvor verstorben war. Auf seinen Bericht hin eroberte Sun Ce dann Yuzhang.
Wenig später ernannte Sun Ce seinen Leibwächter zum Kommandanten von Jianchang im Westen von Yuzhang. Dort verteidigte Taishi Ci die Region gegen die Überfälle des benachbarten Gouverneurs Liu Biao. Nach Sun Ces Tod (200) gab sein Bruder und Nachfolger Sun Quan Taishi Ci ein erweitertes Kommando, das auch die Südgrenze von Yuzhang umfasste.
Nach der Überlieferung in den Chroniken der Drei Reiche war Taishi Ci sieben Fuß groß (1,78 m) und ein exzellenter Bogenschütze.